# Championnat d'Oman de football 2025-2026
 (signalé en août 2025).
Si vous disposez d'ouvrages ou d'articles de référence ou si vous connaissez des sites web de qualité traitant du thème abordé ici, merci de compléter l'article en donnant les références utiles à sa vérifiabilité et en les liant à la section « Notes et références ».
- Archive Wikiwix
- Bing
- Cairn
- DuckDuckGo
- E. Universalis
- Gallica
- Google
- G. Books
- G. News
- G. Scholar
- Persée
- Qwant
- (zh) Baidu
- (ru) Yandex

Navigation
Oman Professional League 2024-2025 Oman Professional League 2026-2027
La saison 2025-2026 d'Oman Professional League est la 50e édition du Championnat d'Oman de football. 
Le Al-Seeb SC est le tenant du titre après avoir remporté pour la 4e fois la compétition alors que le Dhofar SCSC et le Samail Club, rejoignent ce niveau de la compétition. 

## Réglement
La Oman Professional League 2025-2026 est composé de quatorze clubs qui s'affrontent tous lors de confrontations aller et retour. Le champion est l'équipe qui obtient le plus grand nombre de points après les 26 journées de championnat. À la fin de la compétition, le champion et le vainqueur de la Coupe d'Oman de football 2025-2026 se qualifient pour la Ligue des champions 2 2026-2027, le deuxième se qualifie pour la Coupe du Golfe des clubs champions 2026-2027 et les deux derniers sont relégué en Oman First Division League l'année suivante.
Le classement est calculé avec le barème de points suivant : une victoire vaut trois points, le match nul un. La défaite ne rapporte aucun point.
À égalité de points, les critères de départage sont les suivants :
1. Plus grande différence de buts générale ;
2. Plus grand nombre de buts marqués.

## Participants
L'édition 2025-2026 est la 1re édition à quatorze équipes, les promus d'Oman First Division League sont le Dhofar SCSC et le Samail Club. Ces clubs ne remplacent aucun club relégué pour faire passer la division à 14 équipes.
| Club             | Ville       | Classement 2024-2025 | Stade                         | Capacité |
| ---------------- | ----------- | -------------------- | ----------------------------- | -------- |
| Al-Seeb SC       | Seeb        | 1er                  | Al-Seeb Stadium               | 14 000   |
| Al Nahda Club    | Al Buraymi  | 2e                   | Al-Buraimi Sports Stadium     | 17 000   |
| Oman Club        | Muscat      | 3e                   | Sultan Qaboos Sports Complex  | 34,000   |
| Al-Khaburah Club | Al Khaboura | 4e                   | Sohar Regional Sports Complex | 19 000   |
| Saham Club       | Saham       | 5e                   | Sohar Regional Sports Complex | 19 000   |
| Al-Shabab SC     | Barka       | 6e                   | Al-Seeb Stadium               | 14 000   |
| Bahla Club       | Bahla       | 7e                   | Nizwa Sport Complex           | 10 000   |
| Al Nasr Salalah  | Salalah     | 8e                   | Al-Saada Stadium              | 8 000    |
| Sohar Club       | Sohar       | 9e                   | Sohar Club Stadium            | 3 350    |
| Al-Rustaq Club   | Rustaq      | 10e                  | Rustaq Sports Complex         | 17 000   |
| Ibri Club        | Ibri        | 11e                  |                               |          |
| Sur SC           | Sur         | 12e                  | Sur Sports Complex            | 8 000    |
| Dhofar SCSC      | Salalah     | 1er                  | Al Saada Sports Complex       | 12 000   |
| Samail Club      | Nizwa       | 2e                   |                               |          |

Légende des couleurs
- Tour préliminaire de la Ligue des champions 2 2025-2026
- Phase de groupe de la Challenge League 2025-2026
- Phase de groupe de la Coupe du Golfe 2025-2026
- Promu de la Oman First Division League 2024-2025

| \| Al-Khaburah Club Al Nahda Club Al Nasr Salalah Al-Rustaq Club Al-Seeb SC Al-Shabab SC Bahla Club Ibri Club Oman Club Saham Club Sohar Club Dhofar SCSC Samail Club \| Localisation des clubs engagés dans le championnat. |
| Al-Khaburah Club Al Nahda Club Al Nasr Salalah Al-Rustaq Club Al-Seeb SC Al-Shabab SC Bahla Club Ibri Club Oman Club Saham Club Sohar Club Dhofar SCSC Samail Club                                                           |

## Compétition

### Classement
| Rang | Équipe           | Pts | J | G | N | P | Bp | Bc | Diff |
| ---- | ---------------- | --- | - | - | - | - | -- | -- | ---- |
| 1    | Al Nahda Club    | 3   | 1 | 1 | 0 | 0 | 3  | 0  | +3   |
| 2    | Sohar Club       | 3   | 1 | 1 | 0 | 0 | 4  | 2  | +2   |
| 3    | Al Nasr Salalah  | 3   | 1 | 1 | 0 | 0 | 2  | 0  | +2   |
| 4    | Bahla Club       | 3   | 1 | 1 | 0 | 0 | 2  | 0  | +2   |
| 5    | Al-Shabab SC     | 3   | 1 | 1 | 0 | 0 | 2  | 1  | +1   |
| 6    | Oman Club        | 3   | 1 | 1 | 0 | 0 | 2  | 1  | +1   |
| 7    | Al-Khaburah Club | 0   | 0 | 0 | 0 | 0 | 0  | 0  | 0    |
| 8    | Al-Seeb SC T     | 0   | 0 | 0 | 0 | 0 | 0  | 0  | 0    |
| 9    | Ibri Club        | 0   | 1 | 0 | 0 | 1 | 1  | 2  | -1   |
| 10   | Dhofar SCSC P    | 0   | 1 | 0 | 0 | 1 | 1  | 2  | -1   |
| 11   | Al-Rustaq Club   | 0   | 1 | 0 | 0 | 1 | 2  | 4  | -2   |
| 12   | Saham Club       | 0   | 1 | 0 | 0 | 1 | 0  | 2  | -2   |
| 13   | Sur SC           | 0   | 1 | 0 | 0 | 1 | 0  | 2  | -2   |
| 14   | Samail Club P    | 0   | 1 | 0 | 0 | 1 | 0  | 3  | -3   |

| Légende : Qualifications et relégations | Légende : Qualifications et relégations                                                                 |
| --------------------------------------- | --- |
|                                         | Phase de groupe de la Ligue des champions 2 2026-2027                                                   |
|                                         | Tour préliminaire de la Ligue des champions 2 2026-2027                                                 |
|                                         | Phase de groupe de la Coupe du Golfe 2026-2027                                                          |
|                                         | Relégation en Oman First Division League                                                                |
|                                         | T : Tenant du titre P : Promus de Oman First Division League C : Vainqueur de la Coupe d'Oman 2025-2026 |

### Résultats
| Résultats (▼dom., ►ext.)                                   | Kha | Nah | Nas | Rus | See | Sha | Bah | Dho | Ibr | Oma | Sah | Sam | Soh | Sur |
| Al-Khaburah Club                                           |     | -   | -   | -   | -   | -   | -   | -   | -   | -   | -   | -   | -   | -   |
| Al Nahda Club                                              | -   |     | -   | -   | -   | -   | -   | -   | -   | -   | -   | 3-0 | -   | -   |
| Al Nasr Salalah                                            | -   | -   |     | -   | -   | -   | -   | -   | -   | -   | -   | -   | -   | -   |
| Al-Rustaq Club                                             | -   | -   | -   |     | -   | -   | -   | -   | -   | -   | -   | -   | 2-4 | -   |
| Al-Seeb SC                                                 | -   | -   | -   | -   |     | -   | -   | -   | -   | -   | -   | -   | -   | -   |
| Al-Shabab SC                                               | -   | -   | -   | -   | -   |     | -   | -   | 2-1 | -   | -   | -   | -   | -   |
| Bahla Club                                                 | -   | -   | -   | -   | -   | -   |     | -   | -   | -   | -   | -   | -   | -   |
| Dhofar SCSC                                                | -   | -   | -   | -   | -   | -   | -   |     | -   | -   | -   | -   | -   | -   |
| Ibri Club                                                  | -   | -   | -   | -   | -   | -   | -   | -   |     | -   | -   | -   | -   | -   |
| Oman Club                                                  | -   | -   | -   | -   | -   | -   | -   | 2-1 | -   |     | -   | -   | -   | -   |
| Saham Club                                                 | -   | -   | -   | -   | -   | -   | 0-2 | -   | -   | -   |     | -   | -   | -   |
| Samail Club                                                | -   | -   | -   | -   | -   | -   | -   | -   | -   | -   | -   |     | -   | -   |
| Sohar Club                                                 | -   | -   | -   | -   | -   | -   | -   | -   | -   | -   | -   | -   |     | -   |
| Sur SC                                                     | -   | -   | 0-2 | -   | -   | -   | -   | -   | -   | -   | -   | -   | -   |     |
| - Victoire à domicile - Match nul - Victoire à l'extérieur |     |     |     |     |     |     |     |     |     |     |     |     |     |     |

## Bilan de la saison
| Championnat d'Oman de football 2025-2026 |
| Champion                                 |
| Qualifications continentales             |
| Ligue des champions 2                    |
| Coupe du Golfe des clubs champions       |
| Promotions et relégations                |
| Promus en Oman Professional League       |
| Relégués en Oman First Division League   |